# THE JAPAN GOLD DISC AWARD 2002
『THE JAPAN GOLD DISC AWARD 2002』（ザ・ジャパン・ゴールド・ディスコ・アワード・2002）は、2002年5月29日に発売されたコンピレーション・アルバムである。

## 概要
日本レコード協会創立60周年を記念して発売され、第16回日本ゴールドディスク大賞受賞作品の中から11曲を収録。コピーコントロールCD仕様。収益金の一部はあしなが育英会に寄付された。

## 収録曲
1. ボーイフレンド　/ aiko
2. Can You Keep A Secret? / 宇多田ヒカル
3. fragile / Every Little Thing
4. 月光（album version） / 鬼束ちひろ
5. ひとり / ゴスペラーズ
6. ラッキープール / JUDY AND MARY
7. If... / DA PUMP
8. a song is born / 浜崎あゆみ
9. HEY!（New Century Mix） / 福山雅治
10. Everything / Misia
11. NEO UNIVERSE / L'Arc〜en〜Ciel